# Aloe paludicola
Aloe paludicola é uma espécie de liliopsida do gênero Aloe, pertencente à família Asphodelaceae.